# アムステルゴールドレース2006
アムステルゴールドレース2006は、アムステルゴールドレースの41回目のレース。2006年4月16日に行われた。

## 結果
マーストリヒトからファルケンビュルフまでの253.1km
| 順位 | 選手名                                     | 国籍           | チーム             | 時間          |
| ---- | ------------------------------------------ | -------------- | ------------------ | ------------- |
| 1    | フランク・シュレク                         | ルクセンブルク | チームCSC          | 6時間25分39秒 |
| 2    | シュテフェン・ヴェーゼマン                 | スイス         | T-モバイル         | +22秒         |
| 3    | マイケル・ボーヘルト                       | オランダ       | ラボバンク         | +46秒         |
| 4    | カルステン・クローン                       | オランダ       | チームCSC          | +48秒         |
| 5    | パトリック・ジンケヴィッツ                 | ドイツ         | T-モバイル         | 同            |
| 6    | ダヴィデ・レベッリン                       | イタリア       | ゲロルシュタイナー | 同            |
| 7    | ミゲル・アンヘル・マルティン・ペルディゲロ | スペイン       | フォナック         | 同            |
| 8    | パオロ・ベッティーニ                       | イタリア       | クイックステップ   | +53秒         |
| 9    | シュテファン・シューマッハー               | ドイツ         | ゲロルシュタイナー | +57秒         |
| 10   | セルゲイ・イワノフ                         | ロシア         | T-モバイル         | +1分07秒      |